# عین هاشوفیت
عین هاشوفیت (به لاتین: Ein HaShofet) یک منطقهٔ مسکونی در اسرائیل است که در شورای منطقه ای مگیدو واقع شده‌است.

## تاریخچه

### قبل از ایجاد شهرک
بنیانگذاران کیبوتز از دو گروه بودند. گروه اول «بنیر» نام داشت و متشکل از فارغ التحصیلان هاشومر هتزایر از لهستان بود. این گروه در سال 1931 در Częstochowa تشکیل شد و در سال 1935 به فلسطین تحت قیمومیت رسید. این گروه در عین هاهورش آموزش دید. گروه دیگر نیز متشکل از فارغ التحصیلان هاشومر هتزایر از هایلند میلز، نیویورک بود. این گروه در سال 1922 تشکیل شد و در سال 1931 به Mishmar HaEmek رسید و در آنجا آموزش کشاورزی دریافت کرد. تعداد آنها در سال 1931 17 نفر بود و در سال 1933 به 30 نفر رسید. در سال 1934 به حدره نقل مکان کردند. در ماه مه 1934 هر دو گروه در حضره تحت نام «بنیر-آمریکا» متحد شدند و با هم در این شهر کار کردند.
محل اولیه کیبوتز تپه جوعرا بود که در حدود یک کیلومتری محل فعلی کیبوتز قرار داشت.مالک آن افندی از خانواده‌ای به نام صلاح، ساکن حیفا بود و کشاورزان مستأجر عرب در آن ساکن بودند. در سال 1936، صندوق ملی یهودیان زمین را از افندی ها خرید و به هر یک از صاحبان سهام برای تخلیه آنها پرداخت. وجوه این معامله توسط لوئیس دی براندیس، وکیل دادگستری دیوان عالی ایالات متحده و یک شخصیت برجسته صهیونیست جمع آوری شد. آمریکایی ها 70000 دلار برای این هدف اهدا کردند که 50000 دلار از خود براندیس بود. کیبوتس به افتخار او نامگذاری شد.